# Töysä
Töysä è una frazione del comune finlandese di Alavus], che conta 3 156 abitanti (dato 2012), situato nella regione dell'Ostrobotnia Meridionale, a 334 km a nord di Helsinki e 14 ad ovest di Alavus.
Nei pressi del villaggio di Tuuri, a metà strada tra Töysä e Alavus, è possibile vedere il monumento al ferro di cavallo considerato uno dei dieci edifici più brutti del mondo. 
Töysä è stato comune autonomo fino al 2013, quando è stato assorbito dal comune di Alavus.